# Philippe Honoré
Philippe Honoré, mais conhecido como Honoré (Vichy, 25 de novembro de 1941 — Paris, 7 de janeiro de 2015), foi um cartunista francês. Foi morto em 7 de janeiro de 2015, durante o massacre do Charlie Hebdo.

## Publicações
Impressos
- Sud Ouest[1]
- Charlie Hebdo[1]
- Lire[1][3]
- Le Magazine littéraire[1][3]
- Libération[1]
- Le Monde[1][3]
- Globe[1]
- L'Événement du jeudi[1]
- Les Inrockuptibles[1]
- La Vie ouvrière[3]
- Hara-Kiri Mensuel[3]
- Le Matin[3]
- La Grosse Bertha[3]

Ilustrações
- 1984: Josette Larchier-Boulanger, Les Hommes du nucléaire, pour EDF / GRETS, éd. Sodel, Paris, 16 p.
- 1989: Jean-Jérome Bertolus, Philippe Eliakim, Éric Walther, Guide SVP de vos intérêts: Argent, consommation, famille, vie pratique, pour SVP, éd. Jean-Pierre de Monza, Paris, 284 p. ISBN: 2-908071-01-0.
- 1990: Laurie Laufer, Le Paquet volé: Une histoire de saute-ruisseau, éd. Turbulences, coll. « Histoires vraies », Paris, 119 p. ISBN: 2-7082-2745-9.
- 1991: Jean-Pierre de Monza (dir.), Guide SVP de vos intérêts: 2000 réponses utiles à vos problèmes, famille, argent..., pour SVP, éd. Jean-Pierre de Monza, Paris, 476 p. ISBN: 2-908071-03-7.
- 1994: Brigitte de Gastines, Jean Pierre de Monza, Guide SVP des particuliers: 2000 réponses indispensables, vie pratique, placements, loisirs, démarches..., pour SVP, éd. SVP, Paris, 480 p. ISBN: 2-909661-03-2.
- 2002: Alexandre Vialatte, Bestiaire, textes choisis par Michaël Lainé, éd. Arléa, Paris, 116 p. ISBN: 2-86959-555-7}} ; rééd. 2007, coll. « Arléa-poche » (Predefinição:N°111), 258 p. ISBN: 978-2-86959-776-1.
- 2007: Antonio Fischetti, La Symphonie animale: Comment les bêtes utilisent le son, éd. Vuibert, Paris, et Arte, Issy-les-Moulineaux, 142 p. + DVD . ISBN: 978-2-7117-7145-5.
- 2009: Le Petit Larousse illustré 2010, éd. Larousse, Paris . ISBN: 978-2-03-584078-3.
- 2012: Will Cuppy, Comment attirer le wombat, éd. Wombat, 192 p. ISBN: 2-91918-619-1.

Álbuns gráficos
- 1985 : Honoré, éd. Un bon dessin vaut mieux qu'un long discours, Paris, 32 p.
- Recueils des rébus publiés dans Lire, éd. Arléa, Paris :
  - 2001 : Cent rébus littéraires : avec leur question-devinette et leurs solutions, 200 p. ISBN: 2-86959-557-3.
  - 2003 : Vingt-cinq rébus littéraires en cartes postales, 4 × 25 cartes postales : Livret 1 . ISBN: 2-86959-639-1}}, Livret 2 . ISBN: 2-86959-640-5}}, Livret 3 . ISBN: 2-86959-641-3}}, Livret 4 . ISBN: 2-86959-642-1.
  - 2006 : Cent nouveaux rébus littéraires : avec leur question-devinette et leurs solutions, 205 p. ISBN: 2-86959-753-3.
- 2011 : Je hais les petites phrases, éd. Les Échappés 112 p., . ISBN: 2-35766-046-5.

Novelas gráficas
- 1995 : Ouvert le jour et la nuit, textes de Rufus, Glénat, coll. « Carton noir », Paris, 48 p. ISBN: 2-7234-1826-X.